# Référendums au Togo
Les référendums d'initiative présidentielle ou populaire sont possibles au Togo, dont la constitution organise le cadre légal de cette forme de démocratie directe,

## Fondements
L'article 4 de la constitution de 1992 révisée en 2002 stipule que « La souveraineté appartient au peuple. Il l'exerce par ses représentants et par voie de référendum. [...] L'initiative du référendum appartient, concurremment, au peuple et au président de la République. », avant d'en détailler les conditions de mise en œuvre.

## Référendums d'origine populaire
Les signatures d'au moins 500 000 électeurs inscrits sur les listes électorales doivent être réunies, à la condition de provenir d'au moins la moitié des 39 préfectures du pays, accompagné d'un maximum de 50 000 signatures par préfectures. En 2018, un total de 3 155 837 électeurs étaient inscrits sur les listes, ce qui équivaut à un seuil d'un peu plus de 15,8 % des électeurs. En pratique, le nombre de signatures à collecter est cependant plus élevé pour pallier le nombre variable de signatures invalides ou en double.

### Restrictions et contrôle constitutionnel
Les domaines sur lesquels peuvent être organisés les référendums populaires ne sont pas précisés dans la constitution. Celle ci indique cependant que le texte doit être soumis à un contrôle de constitutionnalité de la part de la Cour constitutionnelle.

### Conditions de validité
Aucun quorum de vote positif ou de participation n'est exigé pour valider le scrutin, la majorité absolue suffit.